# L'Héritier de l'Inca
Ne doit pas être confondu avec L'Héritier de l'Empire.
L'Héritier de l'Inca est le premier album de la série Le Scrameustache (qui s'intitule alors Khéna et le Scrameustache) écrit et dessiné par Gos. L'histoire est publiée pour la première fois dans le journal Spirou en 1972 puis en album en 1973 aux éditions Dupuis. Elle pose les bases de l'univers de la série ainsi que ses personnages récurrents.

## Personnages
- Khéna
- Le Scrameustache
- L'oncle Georges

## Résumé
Dans ce premier tome, on découvre Khéna, jeune habitant assez rêveur de Chambon-les-Roses. Depuis quelque temps, des évènements étranges sont apparus dans le village : on entend des bruits bizarres la nuit et les vaches ne donnent plus de lait. Khéna décide donc de mener son enquête. Celle-ci le confronte alors au Scrameustache, créature extraterrestre douée d'intelligence, en compagnie de son fidèle Tobor.
Il s'ensuivra des aventures qui en dévoileront un peu plus sur les origines mystérieuses de Khéna...

## Historique
Après avoir été l'un des assistants de Peyo et avoir travaillé sur de nombreux albums signés par celui-ci, Gos avait principalement été scénariste, notamment pour Jacky et Célestin, les Schtroumpfs et Natacha qu'il avait créée avec François Walthéry. En 1969, à la demande de Maurice Tillieux, il avait repris le dessin de la série Gil Jourdan. En parallèle, il lance la première série dont il est l'auteur complet, Khéna et le Scrameustache, dont le premier album est prépublié dans le Journal de Spirou en 1971.
Pour l'occasion, la série est en couverture du no 1806 du magazine, l'illustration signée Gos montrant Khéna surpris par le décollage d'un engin spatial surgissant d'une carrière au crépuscule.

## Publication

### Périodiques
- Journal de Spirou : du no 1806 du 23 novembre 1972 au no 1822 du 15 mars 1973[3]

### Albums
- Édition originale : 44 planches, soit 46 pages, avec une illustration de Gos en 4e plat annonçant le prochain album, Le Magicien de la Grande Ourse, Dupuis, 1973 (DL 11/1973)  (ISBN 2-8001-0336-1)[4]

- Rééditions Dupuis :
  - 1976, 4e plat identique
  - 1979, 4e plat illustré avec Khéna et le Scrameustache en scaphandres spatiaux présentant les couvertures des tomes 1 à 7 - l'album La Menace des Kromoks est annoncé à paraître
  - 1982, 4e plat idem avec les couvertures des tomes 1 à 11
  - 1983, 4e plat sans illustration avec seulement les couvertures des tomes 1 à 12 - l'album Le Secret des trolls est annoncé à paraître
  - 1988, 4e plat idem avec les couvertures de tomes 1 à 15
  - 1997, la série est désormais dénommée Le Scrameustache, 4e plat avec les titres des tomes 1 à 29 dans un cadre blanc au centre, entouré d'une sélection de couvertures
  - 2002, 4e plat idem avec les titres des tomes 1 à 33

- Réédition Glénat : 2008, couverture redessinée et recolorisée, 4e plat illustré avec Khéna en scaphandre entre une figeuleuse et le Scrameustache, le passe-partout et une soucoupe galaxienne en arrière -plan, sans indication de titre